# John Michael Kelly
John Michael Kelly (* 8. März 1967 in Talavera de la Reina als Juan Miguel Suokko) ist ein irisch-US-amerikanischer Sänger, Musiker und Komponist. Bekannt wurde er vor allem als Mitglied der Pop- und Folkband The Kelly Family.

## Leben
→ Hauptartikel The Kelly Family

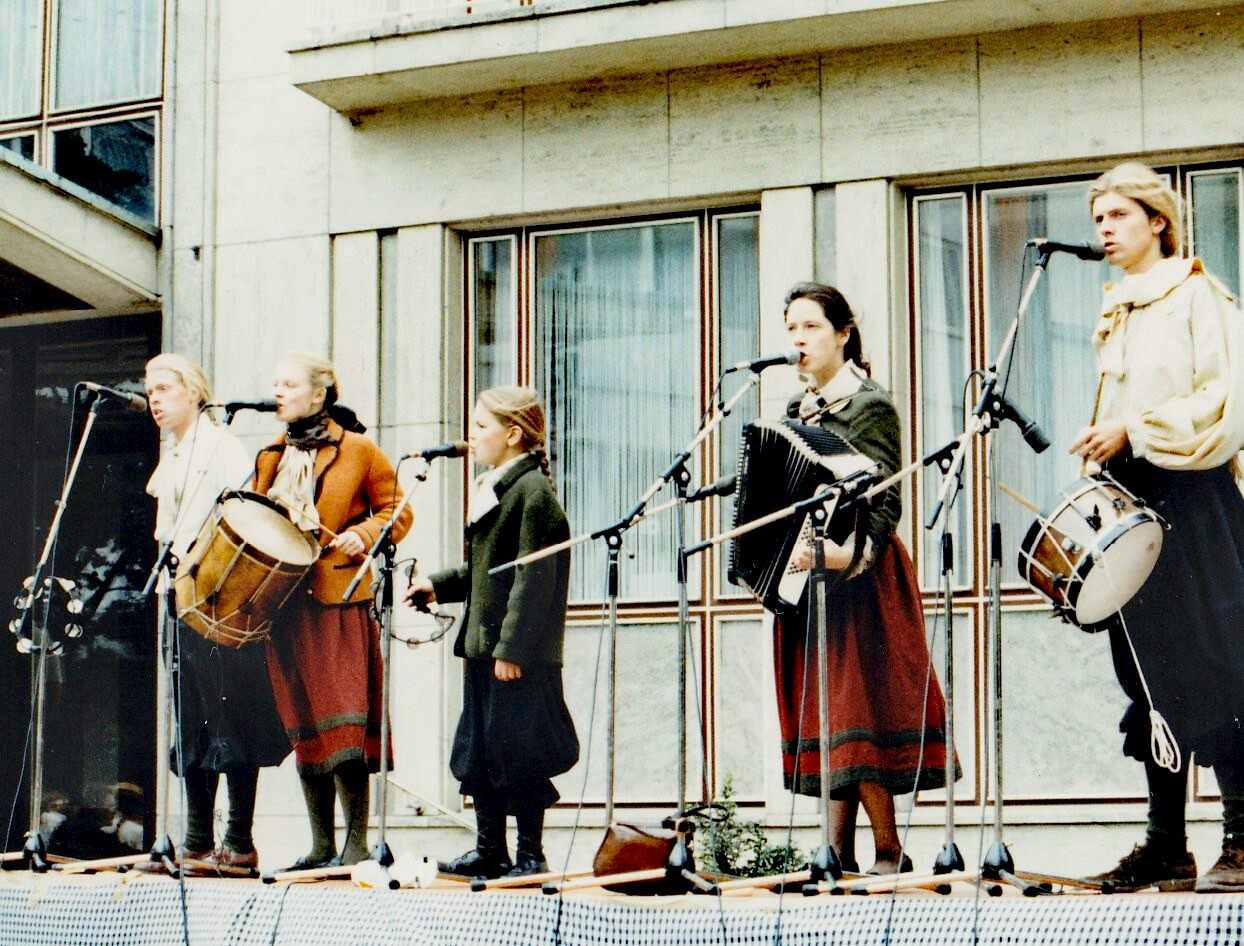
Jimmy, Patricia, Paddy, Kathy und John Kelly als Straßenmusikanten, 1989

John Kelly wurde als sechstes Kind des US-amerikanischen Lehrers Daniel Jerome Kelly und als erstes Kind der US-amerikanischen Tänzerin Barbara Ann Suokko in Talavera de la Reina geboren. Er hat fünf Halb- und sieben Vollgeschwister. John Kelly ist Mitbegründer der Kelly Family und war in den Anfangsjahren deren Leadsänger. 1980 wurde das von ihm gesungene Who'll Come with Me (David's Song) ein Nummer-eins-Hit in den Niederlanden und Belgien. Von frühester Kindheit an reiste John Kelly mit seiner Familie als Straßenmusiker durch Europa und die USA und bestritt mit zunehmendem Alter mehrere Konzerte täglich. Er spielte in der Band Schlagzeug sowie Gitarre und steuerte zu den Alben eigene Lieder wie When I Was In Town, Too Many Ways und Red Shoes bei. Darüber hinaus war er für den Bühnenauf- und -abbau, den Soundcheck, die Beleuchtung und die Videoclips der Familie verantwortlich.
2000 kehrte John Kelly nach Spanien zurück und trat erst viele Jahre später wieder gemeinsam mit seiner Familie auf.
Im Jahr 2001 heiratete Kelly die spanische Sopranistin und Produzentin Maite Itoiz, Tochter des Flamenco-Gitarristen Carlos Itoiz Aguirre (1932–2020), mit der er in der Folgezeit mehrere musikalische Projekte initiierte. Das Paar gründete 2006 die Symphonic-Rock-Band Elfenthal und veröffentlichte das Debüt-Album Tales from the Secret Forest. Es folgten The Blue Elf’s Dream und An Ancient Story. Darüber hinaus erschien 2009 das Live-Doppelalbum The Blue Elf's Dream - The Live Show und die gleichnamige DVD. John Kelly ging mit dem Projekt Elfenthal auch auf Tour und wirkte 2016 in der Rock-Oper Excalibur mit. Seit 2017 tritt er mit seinen Geschwistern wieder als The Kelly Family auf.
2019 wurde er Zweitplatzierter bei Dancing on Ice. 2020 nahm er an der 13. Staffel von Let’s Dance teil, seine Tanzpartnerin war Regina Luca. Er verließ die Show aus familiären Gründen vorzeitig.

## Diskografie

### Alben
- 2006: Tales from the Secret Forest (als John Kelly & Maite Itoiz)
- 2009: The Blue Elf’s Dream – The Live Show (als Maite Itoiz & John Kelly)
- 2010: An Ancient Story (als Elfenthal)

### Singles
- 2006: Corazón Herido (als John Kelly & Maite Itoiz)

### Videoalben
- 2007: Tales from the Secret Forest (als John Kelly & Maite Itoiz)
- 2009: The Blue Elf’s Dream – The Live Show (als Maite Itoiz & John Kelly)